# Gabriela Pulgar
Gabriela Paz Pulgar Luco (Viña del Mar, 11 de julio de 1988), también conocida como Gabigar, es una cantante, compositora, fonoaudióloga y modelo chilena, ganadora de Miss World Chile 2011. Fue la delegada de Chile en Miss Mundo 2011. Comenzó su carrera como Gabigar el 2017 con su primer EP titulado Transparente. Se coronó como la ganadora en la categoría Mejor Canción de la Competencia Internacional del Festival de Viña del Mar 2018. 

## Carrera
En 2011 participó en la segunda temporada del programa Talento chileno de Chilevisión, llegando a la final donde no ganó, siendo Ignacio Venegas el ganador de la segunda temporada.
Gabriela fue elegida Miss Chile el 10 de septiembre de 2011, bajo la organización de Miss Chile. Pulgar representó a Chile en Miss Mundo 2011, en Londres, Reino Unido, el 6 de noviembre de 2011.
Ella fue seleccionada como finalista en Miss World Sports Fast Track (Grupo 1), y como la ganadora de Talento de Miss Mundo Fast Track, obteniendo el lugar 18 en el Top 20 en el evento final.
En 2013, fue junto a Pangal Andrade, parte de la primera temporada del programa La Odisea del canal TVN, creado por Ricardo Astorga (La Ruta), donde recorrían distintas partes del sur de Chile. El programa contó con 8 capítulos grabados en el sur de Chile.
Gabriela audicionó al programa The Voice Chile, la versión chilena de The Voice, siendo escogida por dos de los cuatro jueces. Fue parte del equipo de Luis Fonsi. El 5 de julio de 2015, día en que se transmitió el capítulo, su participación terminó durante las batallas. 
Bajo el seudónimo de "Gabigar", participó con la canción «Cobarde» en la competencia internacional del LIX Festival Internacional de la Canción de Viña del Mar, donde ganó el premio a la mejor canción y obtuvo la gaviota de plata y 36 000 dólares.

## Televisión
| Año  | Programa                                                 | Rol                                                     | Canal       |
| ---- | -------------------------------------------------------- | ------------------------------------------------------- | ----------- |
| 2011 | Talento chileno                                          | Participante (Finalista)                                | Chilevisión |
| 2013 | La odisea                                                | Aventurera                                              | TVN         |
| 2015 | The Voice Chile                                          | Participante (Eliminada en las Batallas)                | Canal 13    |
| 2018 | LIX Festival Internacional de la Canción de Viña del Mar | Participante (Ganadora de la competencia internacional) | Chilevisión |